# Speed 2: Cruise Control
Speed 2: Cruise Control är en amerikansk action-thrillerfilm från 1997 som är regisserad av Jan de Bont och med Sandra Bullock, Jason Patric och Willem Dafoe i huvudrollerna. Filmen hade Sverigepremiär den 25 juli 1997.

## Handling
Annie och Alex åker på en kärleksresa till Västindien, men med på båten finns en psykopat, som har bestämt sig för att styra båten så att den krockar med en oljetanker.

## Rollista (i urval)
- Sandra Bullock -   Annie Porter
- Jason Patric - Officer Alex Shaw
- Willem Dafoe - John Geiger
- Temuera Morrison -   Juliano
- Brian McCardie - Merced
- Christine Firkins - Drew
- Michael G. Hagerty - Harvey
- Colleen Camp - Debbie
- Lois Chiles - Celeste
- Francis Guinan - Rupert
- Bo Svenson - Kapten Pollard
- Tamia - Sheri Silver